# War and Pain
War and Pain (Wojna i ból) to debiutancki album kanadyjskiej grupy Voivod. Wydany został w 1984 roku. W roku 2004 doczekał się wersji zremasterowanej.
W warstwie tekstowej jest to zapowiedź tematyki, którą zespół zajmie się w całej swojej twórczości, czyli ekologii, nauki, technologii, fantastyki naukowej oraz fantastyki socjologicznej. Jest to album koncepcyjny opisujący świat postnuklearny i groźby związane z niekontrolowanym użyciem nowych technologii.
W warstwie muzycznej surowy thrash metal z pierwszymi próbami eksperymentów formalnych, z których grupa zasłynie w następnych latach.

## Lista utworów
1. „Voivod” – 4:16
2. „Warriors of Ice” – 5:06
3. „Suck Your Bone” – 3:32
4. „Iron Gang” – 4:15
5. „War and Pain” – 4:55
6. „Blower” – 2:43
7. „Live for Violence” – 5:11
8. „Black City” – 5:07
9. „Nuclear War” – 7:02

Oryginalna kasetowa wersja zawierała dodatkowo utwór „Condemned to the Gallows"

## Twórcy
- Denis „Snake” Belanger – śpiew
- Denis „Piggy” D’Amour – gitara elektryczna
- Michel „Away” Langevin – perkusja
- Jean-Yves „Blacky” Theriault - gitara basowa